# Godihal, Indi
Godihal là một làng thuộc tehsil Indi, huyện Bijapur, bang Karnataka, Ấn Độ.